# Ordre du Mérite national (Algérie)
Pour les articles homonymes, voir Ordre du Mérite.
L'ordre du Mérite national (en arabe : مصف الاستحقاق الوطني), est un ordre algérien institué le 2 janvier 1984. Il est attribué sous l'égide du Président de la République algérienne démocratique et populaire.

## Histoire
Créé le 2 janvier 1984 par le président Chadli Bendjedid, cet ordre est destiné à récompenser les services éminents rendus au pays dans une fonction civile, publique ou militaire ainsi que les services exceptionnels rendus à la révolution. Il est également destiné aux citoyens ayant contribué à rehausser le prestige du pays.

## Grades et dignités
L'ordre comprend trois grades et trois dignités :
- Grades :
  - Ahid,
  - Djadir,
  - Achir.
- Dignités :
  - Sadr,
  - Amid,
  - Athir.

## Récipiendaires

### Liste des Sadr
- Ahmed Gaïd Salah[3]
- Abdelmadjid Tebboune[4]
- Abdelkader Bensalah[3]
- Promotion Houari Boumediène du 4 juillet 1999[5] :
  - Ahmed Ben Bella
  - Houari Boumediène (à titre posthume)
  - Rabah Bitat
  - Ali Kafi

### Liste des Amid
- Benmostefa Benaouda, le 25 octobre 1984

### Liste des Athir
(Personnalités étrangères)

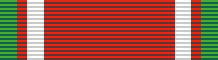
Ordre national du mérite - Athir v.1 (Algerie)

- Émile Lahoud, président de la République libanaise, le 23 juillet 2002[6]
- Juan Carlos Ier, roi d'Espagne, le 2 octobre 2002[7]
- Thomas Klestil, président fédéral de la république d'Autriche, le 14 juin 2003[8]
- Rudolf Schuster, président de la République slovaque, le 14 juin 2003[8]
- Jorge Sampaio, président de la République portugaise, le 2 décembre 2003[9]
- Joaquim Chissano, président de la république du Mozambique, le 9 décembre 2004[10]
- Fatma Bent M’Barek, présidente de l’Union générale des femmes de l'État des Émirats arabes unis, le 16 mars 2005[11]
- Alejandro Toledo, président de la république du Pérou, le 7 mai 2005[12]
- Ricardo Lagos, président de la république du Chili, le 7 mai 2005[12]
- Luiz Inácio Lula da Silva, président de la république fédérative du Brésil, le 7 février 2006[13]
- Roh Moo-hyun, président de la république de Corée, le 11 mars 2006[14]
- Mohamed el-Baradei, directeur égyptien de l'Agence internationale de l'énergie atomique, le 7 janvier 2007[15]
- László Sólyom, président de la république de Hongrie, le 2 juin 2007[16]
- Hazza ben Zayed Al Nahyan (en), banquier émirati, le 17 octobre 2007[17]
- Mahmoud Abbas, président de l'État de Palestine, le 22 décembre 2014[18]
- Costa Gavras, cinéaste français d'origine grecque, le 3 novembre 2018[19]
- Kaïs Saïed, président de la République tunisienne, le 2 février 2020[20]
- Sergio Mattarella, président de la république italienne, le 6 novembre 2021[21]
- Abdallah II, roi de Jordanie, en décembre 2022[22].
- Marcelo Rebelo de Sousa, président de la République du Portugal, en mai 2023[23]
- Haïtham ben Tariq, sultan d'Oman, le 29 octobre 2024[24]
- Joseph Aoun, président de la République libanaise, le 30 juillet 2002[25].

(Personnalités algériennes)
- Slimane Amirat (à titre posthume), moudjahid, le 22 juillet 1992[26]
- Hassiba Ben Bouali, Fadila Saâdane, Ourida Meddad et Malika Gaïd (à titre posthume), chahidates, le 5 avril 1997[27]
- Aïssat Idir (à titre posthume), chahid, le 20 février 2006[28]
- Abdelhak Benhamouda, chahid du devoir national, le 20 février 2006[28]
- Zinédine Zidane, footballeur franco-algérien, international français, le 11 décembre 2006[29]
- Smaïn Lamari (à titre posthume), général-major, le 11 septembre 2007[30]
- Ouarda Fettouki, dite Warda al Jazairia, chanteuse, le 1er novembre 2004[31]
- M'Hamed El Anka, chanteur, le 4 juillet 2009 (posthume)[32]
- Fadhéla Dziria, chanteuse, le 4 juillet 2009[32]
- Mustapha Kateb, écrivain, le 4 juillet 2009[32]
- Bachir Mentouri, médecin, le 4 juillet 2009[32]
- Boualem Bessaih (posthume), écrivain, le 28 mars 2017[33]
- Tahar Zbiri, ancien moudjahid, le 1er octobre 2018[34].

- Salah Goudjil, ancien président du Conseil de la nation, le 25 mai 2025[35].

### Liste des Ahid
Promotion Houari Boumediene du 4 juillet 1999 :

(à titre posthume)
- Abane Ramdane
- Mohamed Khider
- Abbas Laghrour
- Mohamed Tahar Abidi, dit Hadj Lakhdar
- Ahmed Nouaoura
- Mohamed Lamouri
- Haddou Bouhdjar, dit Athmane
- Ben Ali Boudghine, dit le colonel Lotfi
- Ahmed Ben Abderrezak, dit le colonel Haouès
- Mohamed Chabani
- Amara Laskri, dit Bouglez
- Mohamed Aouachria
- Saïd Mohammedi, dit Nacer
- Amirouche Aït Hamouda
- Saïd Yazourène
- Mokrane Akli, dit Mohand Oulhadj
- Abderrahmane Mira
- Ahmed Bouguerra, dit M'Hamed
- Amar Ouamrane
- Salah Zaâmoum
- Djilali Bounaâma
- Ali Mellah, dit Chérif
- Omar Chibane, dit Boumediène
- Mohamed Boubeker Cadi
- Ali Souaï
- Mustapha Ferroukhi
- Mohamed Laouadj, dit Ferradj
- Hocine Kadiri
- Mustapha Fenas
- Tayeb Djeghlali
- Hamou Boutlélis
- Ahmed Francis
- Mohamed H Ghassiri
- Salah Soufi
- Abderrahmane Ben Salem
- Larbi Tayebi
- Ahmed Medeghri
- Kada Boutarène
- Saïd Abid
- Ahmed Kaïd
- Ahmed Draïa
- Ali Mendjeli
- Mokhtar Bouzidi, dit Ogbellil
- Abdelouahab Taleb
- Ahmed Bouderba
- Mokhtar Benzerdjeb
- Larbi Tebessi
- Larbi Taleb
- Lazhar Cheriet
- Amar Driss
- Salah Arfaoui, dit Si El Habib
- Mohamed Zehdou, dit Abdelkhalek El Yameni
- Tahar H'Maïdia, dit Zoubir
- Allaoua Benbatouche
- Moufdi Zakaria
- Amar Ouzegane
- Mohamed Kheireddine
- Mohamed Laïd Al-Khalifa
- Mohamed Ennaïmi
- Ahmed Tahar
- Abdelkader Azza
- Seddiki Lahbib Ben Yekhlef
- Ali Boumendjel
- Boumediène Fardeheb
- Bey Ag Akhamoukh
- Mohamed Belkaïd
- Moulay Abderrahmane Hiba
- Moussa Hassani
- Bachir Boumaza
- Ahmed Mahsas
- Moussa Benahmed
- Hadj Mohamed Benalla
- Abdelkader Maachou, dit Abdeldjalil
- Mohamed Seghir Nekkache
- Chawki Mostefaï
- Mohamed Toumi
- Bélaïd Abdessalam
- Abdelhamid Benzine
- Abdeldjebbar Tidjani
- Sid Mohamed Belkebir
- Abdelatif Benchehida
- Mostefa Lacheraf
- Abdelatif Rahal
- Hamidou El Hadj

À l'occasion 50e anniversaire du déclenchement de la révolution le 1er novembre 2004 :

(Les chahids)
- Mokhtar Dakhli dit Baraka,
- Rabah Mokrani dit Si Lakhdar
- Ali Khodja
- Mohamed Taieb Solimane, dit Zoubir
- Mohamed Allili, dit Si Baghdadi
- Mohamed Lakhdar Amar, dit Hamma
- Noureddine Menani
- Achour Ziane
- Maliha Hamidou
- Saliha Ould Kablia
- Roukia Ghimouze
- Kheira Zerrouki
- Bahia Yantran
- Malika Sahnoune, dite Nacéra

(Les moudjahids)
- Mustapha Boucetta
- Messaoud Belagoune
- Omar Oudni, dit Mohamed Nachid
- Ali Zamoum
- Ahmed Belaid, dit Ferhat
- Miloud Habibi
- Mohamed Aichouba
- El Bey Akhamoukh
- Salem Boubekeur
- Omar Laib
- Larbi Ben Abdelkader
- Azedine Benmebarek
- Mohamed Akli Kesri
- Ramdane Ben Ramdane
- Hadj Mostefa Bouabdallah

À l’occasion de la journée nationale de l’artiste, le 07 juin 2017 :

(Les artistes, intellectuels et hommes de lettres)
- Ahmed Abbas dit Ahmed Khelifi, chantre de la musique saharienne
- Hassen Ben Cheikh dit Hassan El-Hassani, comédien
- Abderrahmane Amrani dit Dahmane El Harrachi, chanteur châabi
- Aissa Merzougui Benrabah dit Aïssa Djermouni, chanteur chaoui
- Bachir Mebarki dit Maati Bachir, auteur compositeur
- Ahmed Ayad dit Rouiched, homme de théâtre et comédien
- Mokhtar Nouiouat, professeur et homme de lettres
- Rachid Boudjedra, écrivain-romancier
- Fattouma Lemitti dite Saloua, artiste chanteuse
- Khadidja Benaida dite Nouria, comédienne.

- Au Cheikh Khaled Bentounès, fondateur et président d’honneur de l’Association internationale soufie Alawiyya (AISA), mai 2018[38].

- À Taoufik Makhloufi, champion olympique de demi-fond, octobre 2019[39].

- Aux moudjahidines, Abdallah Debbagh et Othman Damerdji, derniers membres du premier commando des hommes-grenouilles qui a constitué un saut qualitatif dans la lutte armée durant la guerre de libération, mars 2023[40].

Les athlètes algériens, qui ont remporté deux médailles d’or lors des Jeux olympiques d'été de 2024, le 14 août 2024 :
- Kaylia Nemour, championne olympique médaille d'or dans l'épreuve des barres asymétriques
- Imane Khelif, championne olympique médaille d'or dans l'épreuve féminine de boxe des poids welters (-66 kg)

### Liste des Djadir
- À Zineb Bougamouza (à titre posthume), moudjahida, le 5 avril 1997[27]
- À Djamila Bouhired, Fatma Loucif, Djaouher Akrour, Zahia Khelfallah, Zohra Drif, Leila Moussaoui, Jacqueline Guerroudj, Anissa Derrar, Baya Hocine, Djamila Boupacha, Fella Hadj Mahfoud, Leila Tayeb, Zahra Ghoumrani, Fella Khelifa, Rahma Kasmi, Aicha Lakhal, Annie Steiner, Houria Madaci, Meriem Belmihoub, Aicha Guenifi, Khadra Bellami, Louisa Ighil Ahriz, Meriem Belmihoub, Nafissa Hamoud, moudjahidates, le 5 avril 1997[27]

À l’occasion de la journée nationale de l’artiste, le 07 juin 2017 :

(Les hommes de lettres, intellectuels, académiciens et artistes)
- Abdelhamid Benhedouga, romancier
- Tahar Djaout, poète et romancier
- Abdelkader Alloula, comédien et dramaturge
- Azzeddine Medjoubi, comédien et metteur en scène
- Hadda Beggar, chanteuse chaouie
- Abdelkrim Dali, chanteur andalou
- Cherif Kheddam, chanteur et compositeur kabyle
- El Hachemi Guerouabi, chanteur châabi
- Hadj Abderrahmane dit l'inspecteur Tahar, comédien
- Yahia Benmabrouk dit l'apprenti, comédien
- Ahlam Mosteghanemi, romancière
- Merzak Baktache, romancier
- Rabah Driassa, artiste chanteur
- Farida Saboundji, comédienne
- Mohamed Adjaïmi, acteur
- Merzak Allouache, cinéaste
- Bahia Rachedi, comédienne
- Mohamed Cherif Benani dit Hamdi Benani, chanteur de malouf.

- À Mahinur Özdemir, ambassadrice de Turquie en Algérie, juin 2023[42].

- À Djamel Sedjati, champion olympique médaille de bronze dans l'épreuve d'athlétisme des 800 mètres lors des Jeux olympiques d'été de 2024[43].

### Liste des Achir

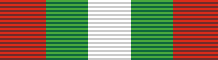
Ordre national du mérite - Achir v.1 (Algerie)

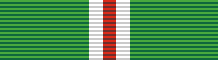
Ordre national du mérite - Achir v.2 (Algerie)

- Aux médecins militaires qui avaient accompagnés le président Abdelaziz Bouteflika durant sa maladie, notamment lorsqu’il se soignait en France, et a ses deux gardes rapprochés, le 29 août 2013[44] :
  - Abdelkader Bendjelloul, médecin militaire
  - Mohamed Mohsen Sahraoui, médecin militaire
  - Metref Merzak, médecin militaire
  - Messaoud Belgherbi (dit Aziz), sécurité présidentielle
  - Belkacem Laaribi, sécurité présidentielle

- À l’occasion de la journée nationale de l’artiste, le 07 juin 2017[37] :
  - Hassina Laouadj dite Zoulikha, chanteuse chaouie
  - Hasni Chakroun dit Cheb Hasni, chanteur de rai
  - Ali Naceri dit Katchou, chanteur chaoui.
- À Roger Hanin, acteur français, le 3 décembre 2000[45].

- Aux victimes du Covid-19, le 4 juin 2020[46] :
  - Wafa Boudissa, médecin
  - Si Ahmed El Mehdi, chef de service hospitalier
  - Djamel Talhi, ambulancier
  - Aicha Barki, présidente de l'association d'alphabétisation Iqra.

- Athmane Ariouet, acteur algérien, le 19 juillet 2020[47]
- Kaddour Darsouni, chanteur algérien et cheikh du malouf, le 19 juillet 2020[47]
- Karim Boussalem, journaliste à l'ENTV, le 21 octobre 2021[48]
- En marge de la conférence algérienne sur la relance industrielle, le 4 décembre 2021[49] :
  - Lakhdar Rekhroukh, PDG du Groupe Cosider
  - Toufik Hakkar, PDG de Sonatrach
  - Fatoum Agacem, PDG du Groupe Saidal
  - Kamel Moula, PDG du Groupe Venus
  - Amor Habes , PDG du Groupe Faderco
  - Amar Hamoudi, PDG du Groupe Bimo
  - Belgacem Haba, scientifique et inventeur[50].
- Aux membres de la mission algérienne dépêchée en Turquie et en Syrie pour participer aux opérations de sauvetage des sinistrés du séisme qui a frappé les deux pays en février 2023. Médaille décernée en mars 2023[51].
- Andreï Pavlenko, officier de l'armée russe ayant contribué à la neutralisation de milliers de mines terrestres placées par l'occupant français le long des frontières de l'Algérie, durant la guerre de Libération. Médaille décernée en juin 2023[52].
- Mohamed Tarek Belaribi, ministre de l'Habitat, de l'Urbanisme et de la Ville, en reconnaissance de ses efforts constructifs dans la promotion de ce secteur. Médaille décernée en février 2025[53].
- À l'occasion de la fête de l'indépendance nationale le 3 juillet 2025[54] :
  - Ali Badaoui, le directeur général de la sûreté nationale
  - Mourad Adjal, président directeur général de Sonelgaz